# Nymphaea oxypetala
Nymphaea oxypetala ist eine Pflanzenart aus der Gattung der Seerosen (Nymphaea) innerhalb der Familie der Seerosengewächse (Nymphaeaceae). Diese Wasserpflanze kommt in Bolivien (nur in Santa Cruz), in den brasilianischen Bundesstaaten Mato Grosso sowie Mato Grosso do Sul, in Ecuador (nur in Guayas), Paraguay und Venezuela (nur in Apure sowie Cojedes) vor. Es handelt sich um eine bemerkenswerte Art mit stark zugespitzten Kelch- und Blütenblättern.:

## Beschreibung

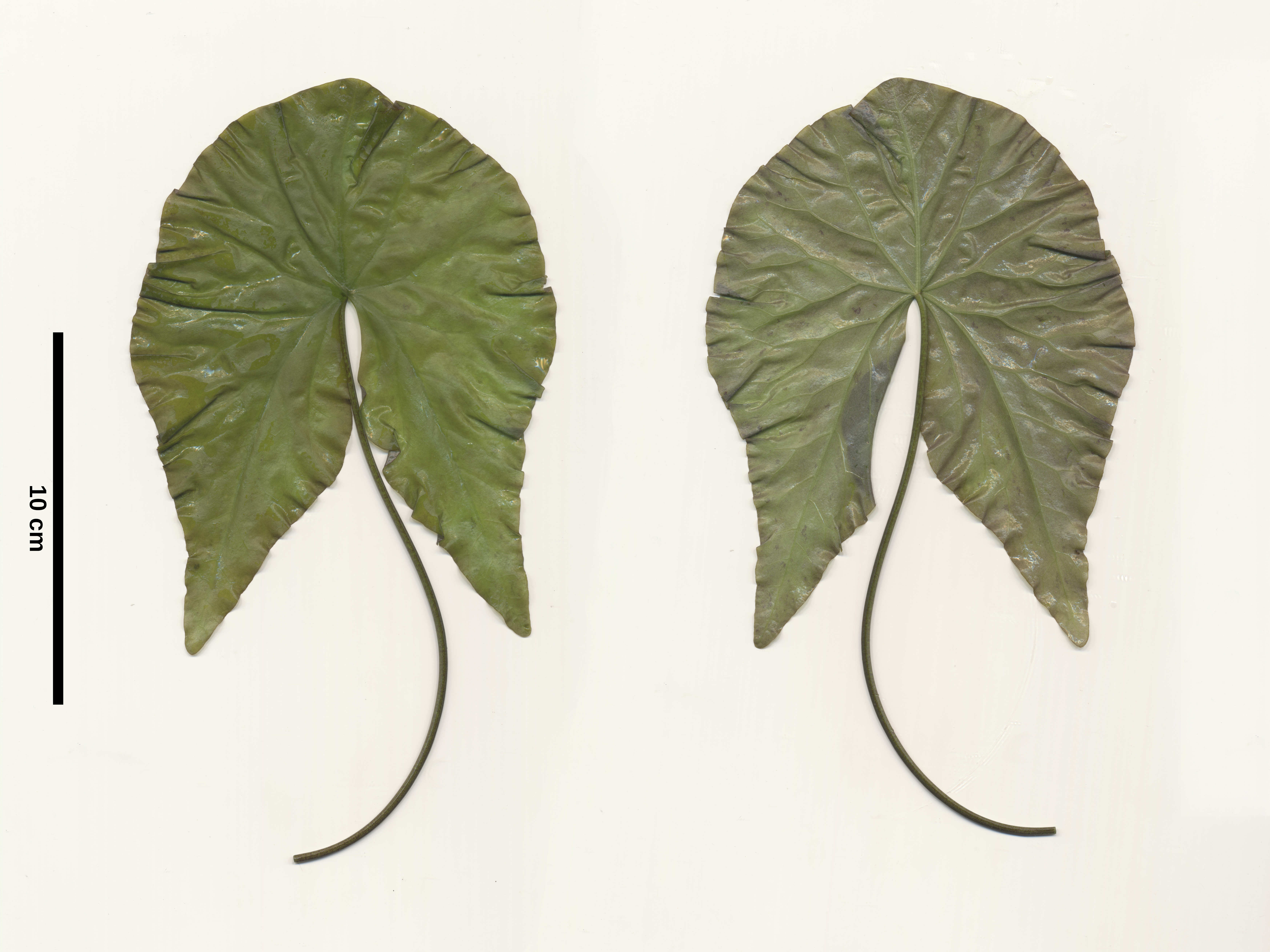
Submerses Blatt von Nymphaea oxypetala mit Maßstabsleiste (10 cm)

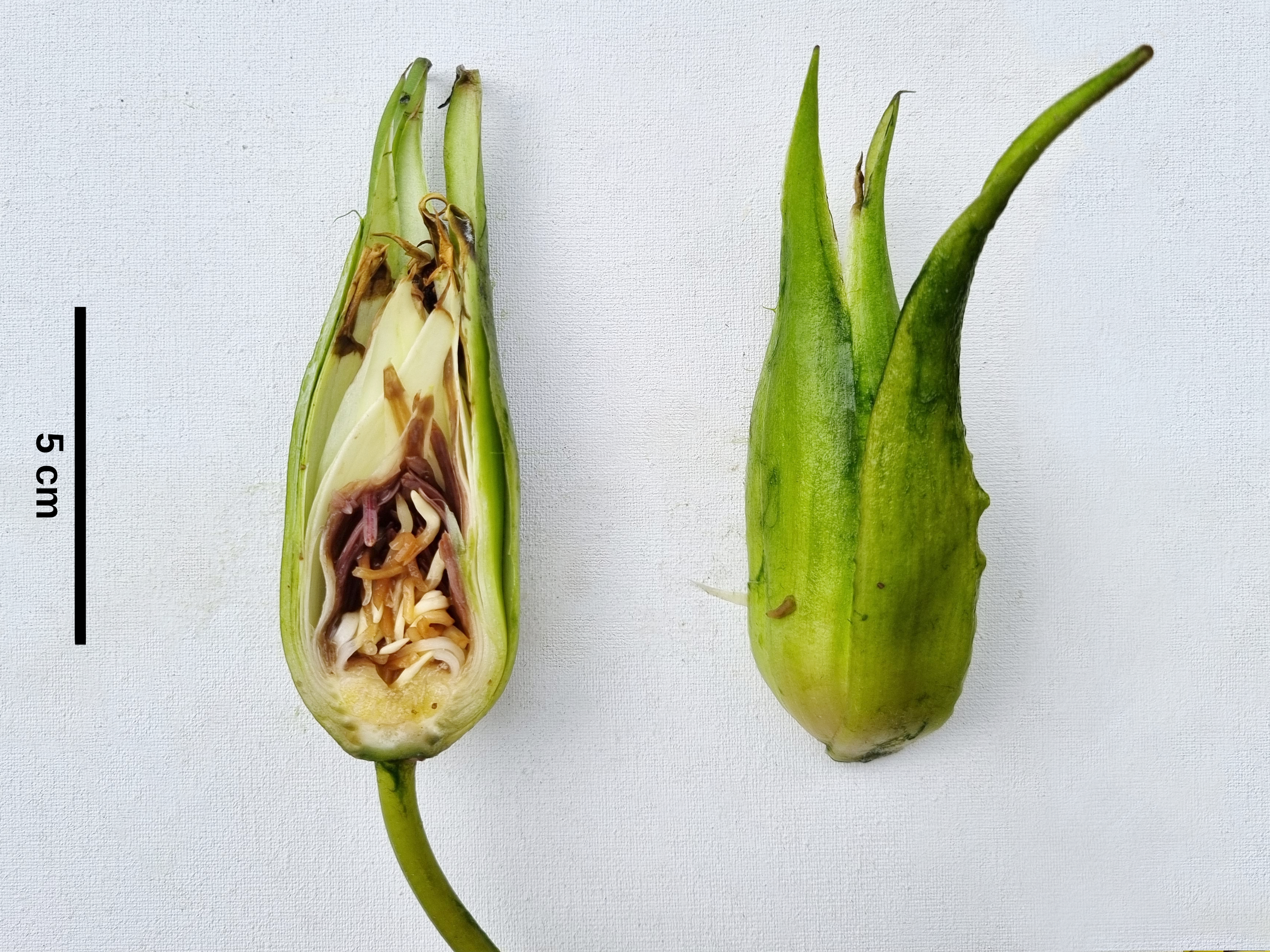
Aufgeschnittene Blüte von Nymphaea oxypetala mit Maßstabsleiste (5 cm)

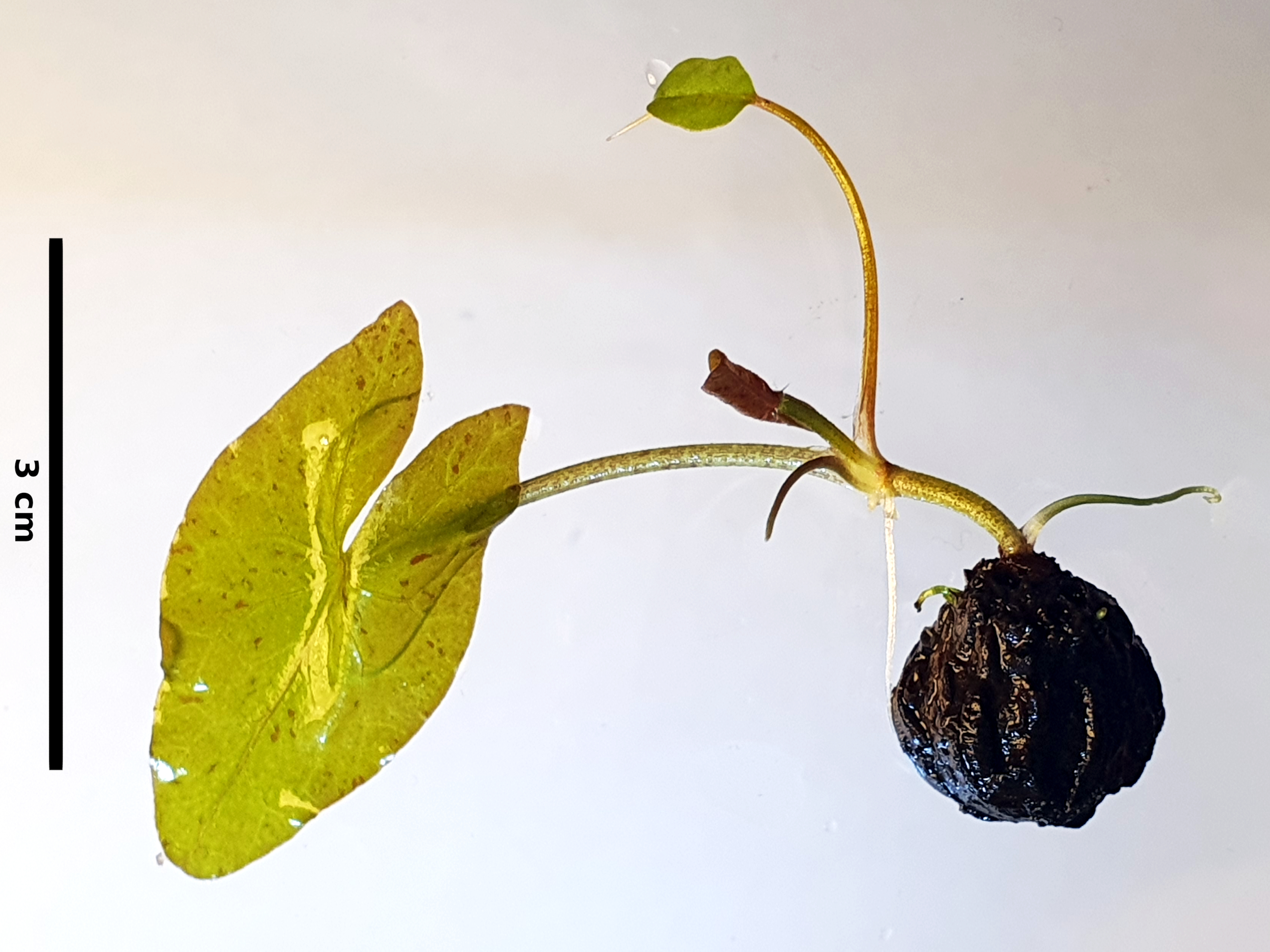
Sprossendes Rhizom mit Maßstab (3 cm) auf weißem Hintergrund

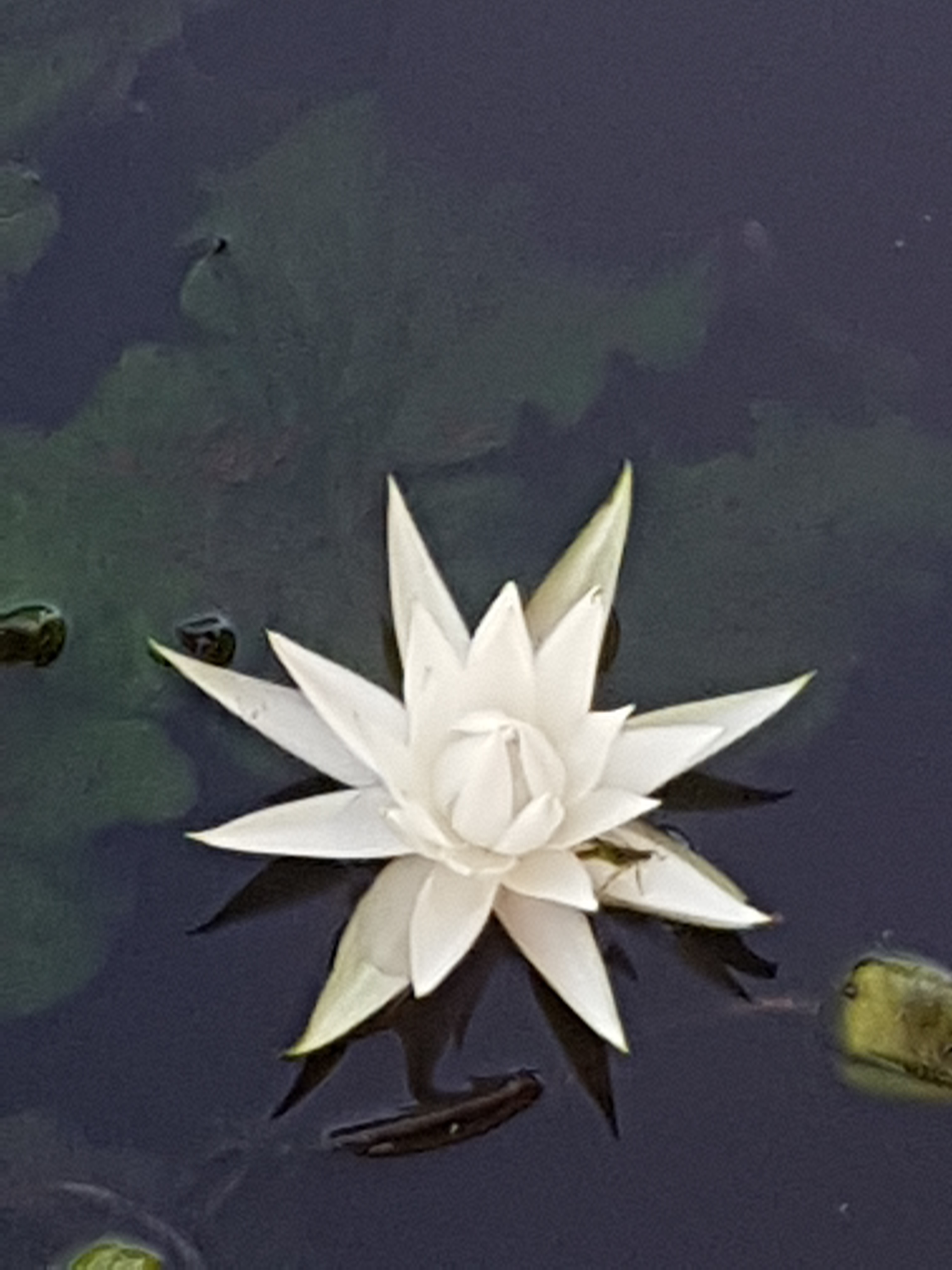
Blüte in Rio Vira Sebo, Brasilien

### Vegetative Merkmale
Im Gegensatz zu den meisten anderen Seerosen-Arten bildet diese Art nur selten stark reduzierte Schwimmblätter aus. Die kleineren Schwimmblätter sind bis zu 6 cm groß. Die lila-grünen, submersen, pfeilförmigen, dünnen Blätter sind mit bis zu 30 cm großen Blattspreiten deutlich größer. Die breiten submersen Blätter haben Ähnlichkeit mit Salatblättern. Die Blattstiele sind fragil und die Blätter brechen leicht ab.

### Generative Merkmale
Die nachtblüheden Blüten schwimmen auf der Wasseroberfläche. Die Staubgefäße sind violett. Die cremefarbenen, 2 cm langen Fruchtknotenanhängsel sind an der Spitze abrupt gebogen. Es sind die längsten Fruchtknotenanhängsel aller Seerosenarten. Der Blütenduft wurde als Ether-artig beschrieben.

## Zytologie
Die Chromosomenzahl dieser polyploiden Art beträgt 6n = 84.

## Reproduktion

### Vegetative Vermehrung
Diese Art bildet wahrscheinlich keine Ausläufer aus. Auch proliferierende Pseudanthien werden nicht gebildet.

### Phänologie
Die Blütezeit erstreckt sich von März bis August.

## Lebensraum
Nymphaea oxypetala kommt in Fließgewässern, in Überschwemmungsgebieten, Flussarmen und in saisonalen Bächen vor. Im bolivianischen Pantanal wurde Nymphaea oxypetala in einer Tiefe von bis zu 2 m in Lücken zwischen schwimmenden Vegetationsmatten und an Orten beobachtet, an denen menschliche Aktivitäten das Wachstum solchen Bewuchses an der Wasseroberfläche entlang der Gewässerränder verhindert haben.

## Systematik

### Taxonomie
Das Typusexemplar wurde von W. Jameson im März 1845 in Ecuador in der Nähe von Guayaquil gesammelt. und mit der Sammelnummer Jameson 334 hinterlegt. Die Erstbeschreibung von Nymphaea oxypetala erfolgte 1853 durch Jules Émile Planchon in Flore des Serres et des Jardins de l'Europe, Band 8, S. 120. Das Artepitheton oxypetala bezieht sich auf die spitzen Blütenkronblätter dieser Art. Synonyme für Nymphaea oxypetala Planch. sind:Leuconymphaea oxypetala (Planch.) Kuntze, Nymphaea raja Lehm.

### Äußere Systematik
Die Art Nymphaea oxypetala gehört zur Untergattung Nymphaea subg. Hydrocallis.

## Nutzung
Sie wird als Aquarienpflanze sowie in kleinen Wasserbehältern kultiviert. Sie verträgt kein kaltes, trübes und salziges Wasser und bevorzugt klares, langsam fließendes Süßwasser.